# Idar

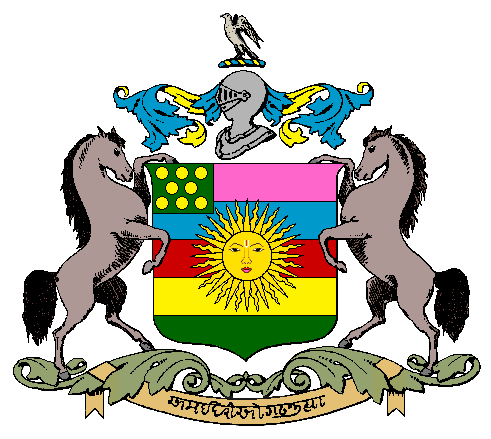
Blason

Idar était un État princier des Indes, dirigé par des souverains de la dynastie Rathore qui portèrent le titre de « radjah » puis de « maharadjah », et qui subsista jusqu'en 1948. Il fut ensuite intégré dans l'État du Goujerat.

## Liste des radjahs puis maharadjahs d'Idar
- 1792-1833 Gambhir Singhji (1781-1833)
- 1833-1868 Jawan Singhji (1830-1868)
- 1868-1901 Keshri Singhji (1864-1901)
- 1901 Krishna Singhji (1901-1901)
- 1902-1911 Pratap Singhji (1845-1922), abdiqua
- 1911-1931 Daoulat Singhji (1875-1931)
- 1931-1948 Himat Singhji (1899-1960)